# Ada Lessing

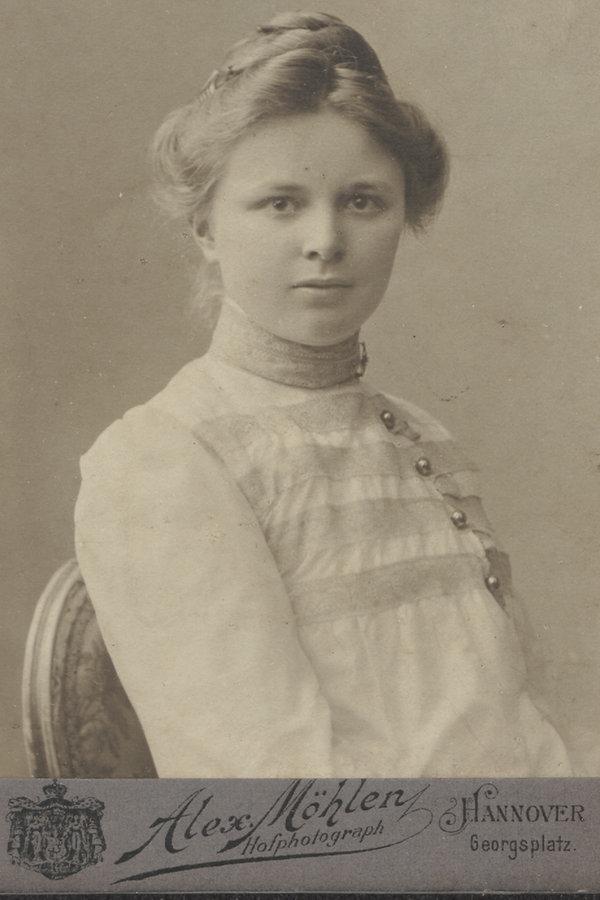
Ada Lessing, hier als junge Frau;
Kabinettfotografie, Atelier Hoffotograf Alexander Möhlen, Georgsplatz, um 1900

Ada Lessing (* 16. Februar 1883 in Hannover; † 10. November 1953 in Hameln) war eine deutsche und tschechoslowakische Journalistin, Kommunalpolitikerin, Pionierin der deutschen Erwachsenenbildung sowie Mitbegründerin und erste Geschäftsführerin der später nach ihr und ihrem ermordeten Ehemann benannten Ada-und-Theodor-Lessing-Volkshochschule.

## Leben
Ada Lessing wurde als Adele Minna Abbenthern in der Gründerzeit des Deutschen Kaiserreichs geboren, als ältestes von drei Kindern des Bodo Abbenthern, eines Kaufmannes und Angestellten der Städtischen Lagerbier-Brauerei. Sie wuchs zunächst im hannoverschen Stadtteil Südstadt auf, ab dem Jahr 1890 dann in der Waldwirtschaft Bischofshol, deren Leitung ihr Vater übernommen hatte.
1902 heiratete sie den seinerzeit 31-jährigen Ernst Grote, Pächter eines Rittergutes, mit dem sie nach Bemerode umzog. Diese Ehe scheiterte allerdings im Jahr 1904; in der Folge zog Ada Grote zurück zu ihren Eltern.
Nach dem Tod ihrer Mutter zog Ada Grote 1907 – zwecks weiterer Ausbildung – nach Berlin, obwohl sie eigentlich gerne nach Großbritannien hatte gehen wollen, woran sie fehlende Fremdsprachenkenntnisse hinderten. In Berlin lernte sie Maschinenschreiben, Stenographie und Englisch. Kurze Zeit arbeitete sie in einem Kinderheim bei Cottbus. Sie arbeitete danach als Verlagsangestellte für die Zeitschrift Schönheit, für die sie auch Artikel – vor allem Buchrezensionen – schrieb.
Ihren zweiten Ehemann, den Philosophen und Publizisten Theodor Lessing, lernte sie wahrscheinlich um die Jahreswende 1908/1909 kennen. Obwohl beide erst 1912 heiraten – auch für Theodor Lessing war es die zweite Ehe – lebten sie bereits vor der Hochzeit zusammen.

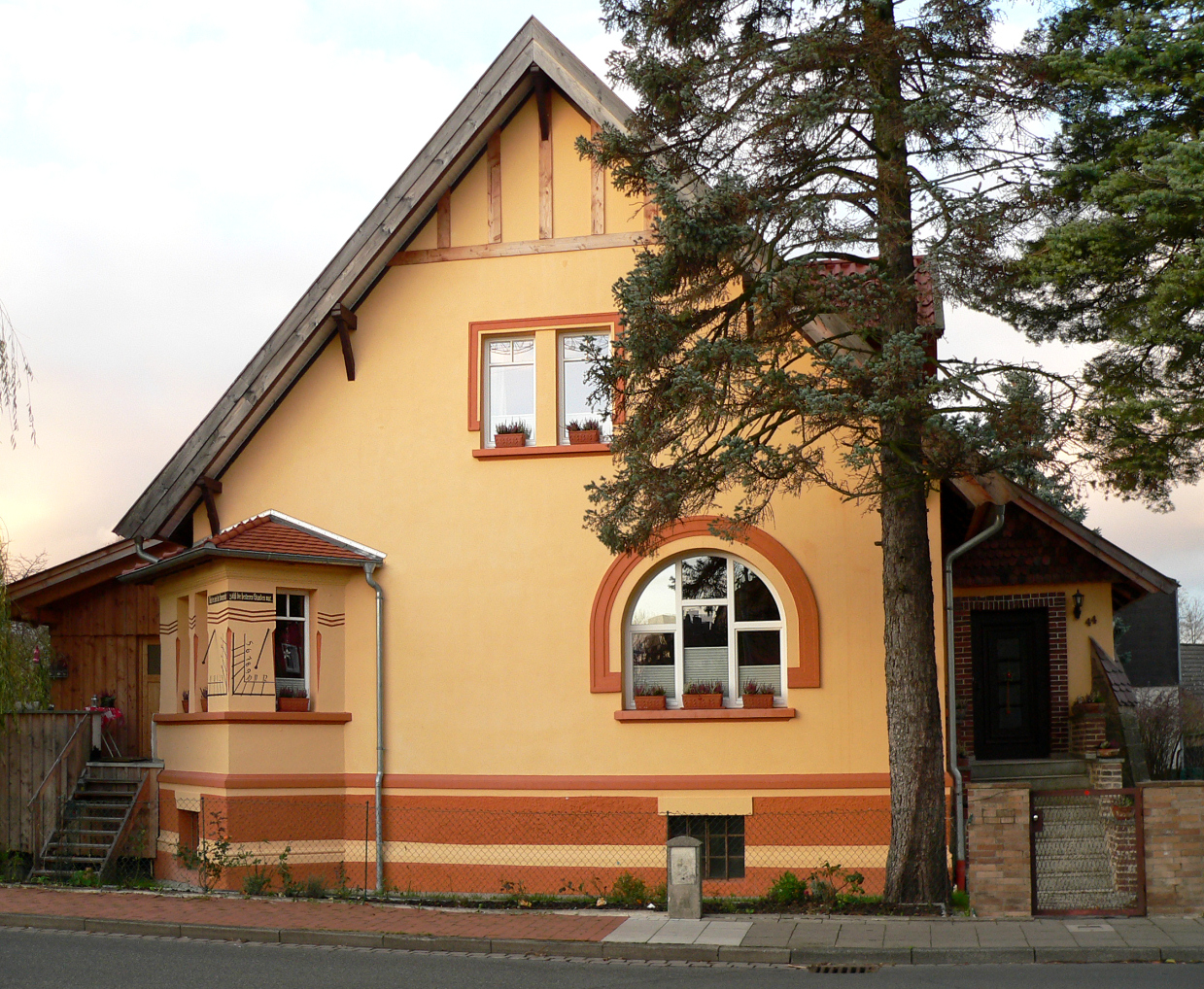
Früheres Wohnhaus von Ada und Theodor Lessing in Hannover-Anderten

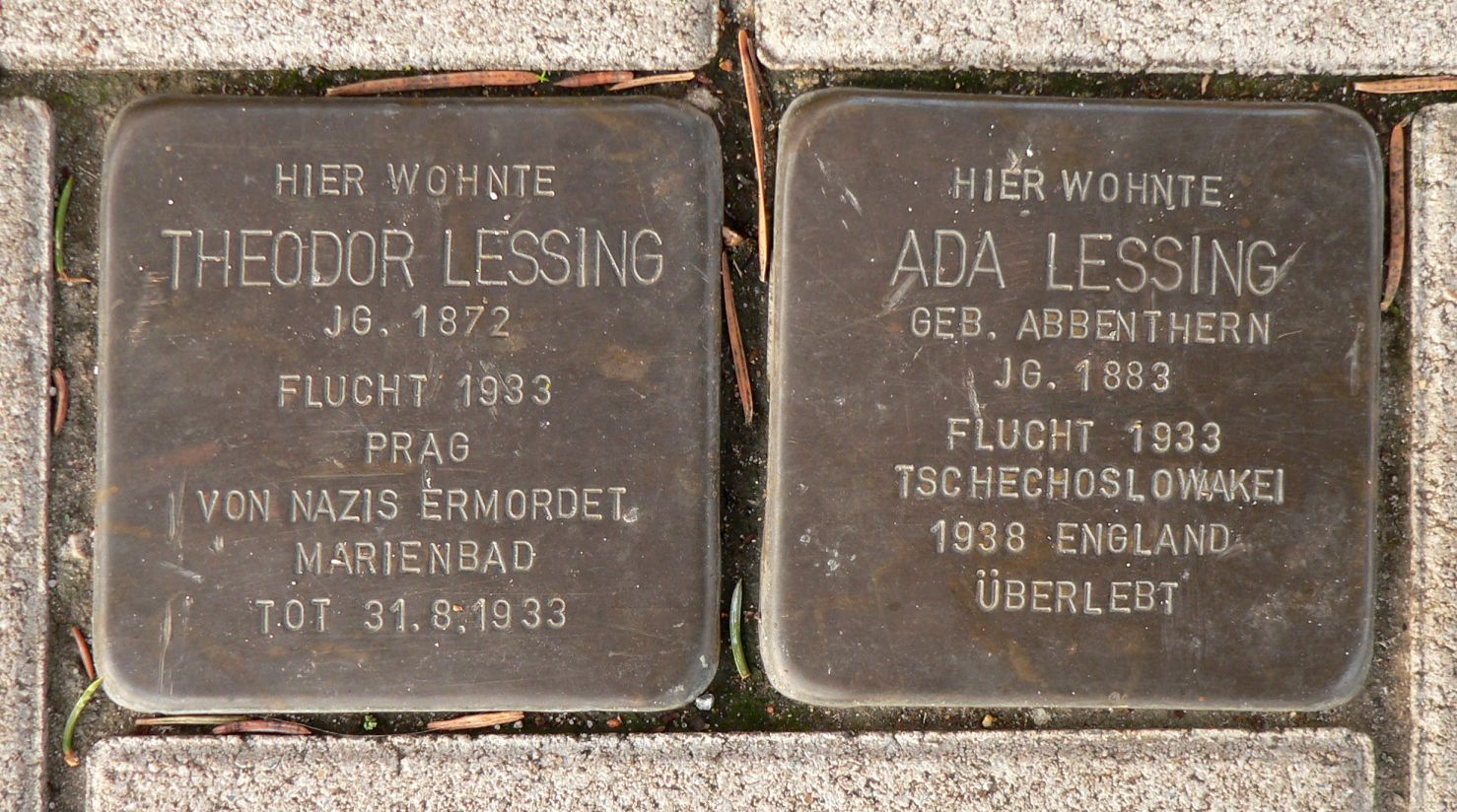
Stolperstein für Ada und Theodor Lessing vor ihrem Wohnhaus in Hannover-Anderten

Mit dem Kriegsbeginn 1914 kämpfte Ada für die Rechte der Frauen und engagierte sich in der SPD. Ab 1919 arbeitete Ada für die Volkshochschule Linden. Am 25. Januar 1920 wurde die Einrichtung eröffnet. Bis 1933 war sie als Geschäftsführerin tätig. Bei den Reichstagswahlen 1932 und 1933 kandidierte sie für SPD, fiel aber 1933 den Säuberungsaktionen der Nationalsozialisten in der Stadtverwaltung zum Opfer und musste ihren Posten bei der Volkshochschule räumen. Bereits seit 1926 hetzten die Nationalsozialisten gegen Theodor Lessing, der schließlich seine Lehrerlaubnis verlor und ins tschechoslowakische Marienbad floh, wo er 1933 ermordet wurde. Ada folgte ihm ins Exil und erhielt 1937 die tschechoslowakische Staatsbürgerschaft. Rechtzeitig vor dem Einmarsch der deutschen Truppen konnte sie nach Großbritannien fliehen und arbeitete in Wales in einem Kinderheim.
Nach Ende des Zweiten Weltkriegs kehrte sie 1946 zurück nach Hannover, konnte allerdings nicht an ihre alte Wirkungsstätte zurückkehren. Der niedersächsische Kultusminister Adolf Grimme beauftragte sie daraufhin im Rahmen der Teacher Reeducation der britischen Besatzungsmacht mit dem Aufbau und der Leitung des Lehrerfortbildungsheims Schloss Schwöbber in der Nähe von Hameln. Bis zu ihrem Tod hatte Ada Lessing diese Position inne. Vom 16. Juli 1951 bis zum 9. November 1952 gehörte sie als Abgeordnete der SPD dem Kreistag des Landkreises Hameln-Pyrmont an, wo sie im  Wohlfahrts- und Gesundheitsausschuss tätig war.
Ihre Tochter Ruth aus der Ehe mit Theodor Lessing überlebte den Krieg in Deutschland und arbeitete mit ihrer Mutter im Lehrerfortbildungsheim, welches sie nach dem Tod ihrer Mutter 1953 bis zur Schließung 1970 leitete.

## Würdigung
1999 wurde die Ada-Lessing-Hauptschule in Hannover-Bothfeld nach ihr benannt.
2006 wurde die Volkshochschule Hannover nach Ada und Theodor Lessing benannt. 2011 wurde in Hannover im Stadtteil Anderten vor dem ehemaligen Wohnhaus von Ada und Theodor Lessing in der Straße Am Tiergarten zur Erinnerung ein Stolperstein verlegt. 2021 wurde eine zuvor im Jahr 1938 nach dem Luftwaffengeneral Walter Wever benannte hannoversche Straße in „Ada-Lessing-Straße“ umbenannt. 2021 beschloss die Stadt Hameln den zukünftigen Bildungs- und Gesundheitscampus der Stadt nach Ada Lessing zu benennen und unter dem Namen „Ada-Lessing-Park“ zu eröffnen.